# Mexller/Saison 2014
Dieser Artikel listet Erfolge und Fahrer des Radsportteams Mexller in der Saison 2014 auf.

## Erfolge

### Erfolge in der UCI Europe Tour
In den Rennen der Saison 2014 der UCI Europe Tour gelangen die nachstehenden Erfolge.
| Datum      | Rennen                                          | Kat. | Fahrer          |
| ---------- | ----------------------------------------------- | ---- | --------------- |
| 4. Juli    | 4. Etappe Course de la Solidarité Olympique     | 2.1  | Kamil Zieliński |
| 1.–5. Juli | Gesamtwertung Course de la Solidarité Olympique | 2.1  | Kamil Zieliński |

## Zugänge – Abgänge
| Zugänge         | Team 2013 | Abgänge             | Team 2014          |
| --------------- | --------- | ------------------- | ------------------ |
| Mariusz Witecki | Bank BGŻ  | Konrad Kott         | Wibatech Fuji Żory |
| Patryk Kostecki | Neoprofi  | Sebastian Kurowski  | Unbekannt          |
| Tobiasz Pawlak  | Neoprofi  | Tomasz Lisowicz     | Unbekannt          |
| Bartosz Pilis   | Neoprofi  | Wojciech Skarżyński | Unbekannt          |
|                 |           | Damian Tomczak      | Unbekannt          |

## Mannschaft
| Name                | Geburtstag        | Nationalität |
| ------------------- | ----------------- | ------------ |
| Artur Detko         | 18. Februar 1983  | Polen        |
| Wojciech Halejak    | 27. Mai 1983      | Polen        |
| Patryk Kostecki     | 17. August 1993   | Polen        |
| Tobiasz Pawlak      | 24. November 1995 | Polen        |
| Bartosz Pilis       | 20. April 1992    | Polen        |
| Jarosław Rębiewski  | 27. Februar 1974  | Polen        |
| Kornel Sójka        | 8. Februar 1990   | Polen        |
| Adam Wadecki        | 23. Dezember 1977 | Polen        |
| Mariusz Witecki     | 10. Mai 1981      | Polen        |
| Piotr Wojciechowski | 9. Juni 1992      | Polen        |
| Kamil Zieliński     | 3. März 1988      | Polen        |